# Joachim Hinkel
Joachim Hinkel (* 27. Januar 1887 in Bortfeld; † 1. Juli 1963 in Bad Harzburg) war ein deutscher Verwaltungsjurist.

## Leben
Hinkel wurde als Sohn des Pastors Joachim Hinkel und dessen Ehefrau Anna, geb. Brandes, in Bortfeld geboren. Nach dem Abitur studierte er ab 1905 Rechtswissenschaften an den Universitäten Tübingen und Leipzig. Seit 1905 war er Mitglied der Landsmannschaft Ulmia Tübingen. Im Juni 1913 wurde er in Leipzig zum Dr. jur. promoviert, 1926 von der Wirtschaftswissenschaftlichen Fakultät der Universität Tübingen mit einer von Carl Johannes Fuchs betreuten Arbeit über Das Siedlungswesen im Freistaat Braunschweig zum Dr. rer. pol.
1919 wurde Hinkel Bürgermeister von Stadtoldendorf, 1923 Kreisdirektor des Kreises Wolfenbüttel. Von Mai 1936 bis Mai 1940 war er arbeitslos. Danach war er bei der Preisbildungsstelle beschäftigt. Am 1. April 1942 wurde er Syndikus der Technischen Hochschule Braunschweig. Von 1948 bis 1952 war er Landrat des Landkreises Wolfenbüttel. Von 1952 bis 1961 gehörte er dem Rat der Stadt Bad Harzburg an. Von 1956 bis 1961 war er Bürgermeister von Bad Harzburg.
Hinkel war Gründer der gemeinnützigen Baugesellschaft Wolfenbüttel und Kreisvorsitzender des Deutschen Roten Kreuzes.

## Auszeichnungen
- Verdienstkreuz des Verdienstordens der Bundesrepublik Deutschland